# 希尔克雷斯特中心
希尔克雷斯特中心（英語：Hillcrest Centre）位于加拿大不列颠哥伦比亚省溫哥華的希尔克雷斯特公园，坐拥冰球场，冰壶场及一水上设施。中心于2007年3月开始施工，在冬奥会前举行了2009年世界青年冰壶锦标赛。2010年冬奥会期间，希尔克雷斯特中心更名为温哥华奥林匹克/残疾人奥林匹克中心，可容纳6000人并举行了冰壶比赛；残奥会上，残奥中心举行了轮椅冰壶比赛。